# Olga Govorcova
Olga Govorcova (Pinsk, Bjelorusija, 23. kolovoza 1988.) bjeloruska je profesionalna tenisačica.
Jedna je od najboljih juniorki svoga vremena. Najbolji rezultat koji je do sada ostvarila je osvajanje wimbldonske pobjednice u igri parova sa sunarodnjakinjom Azarenkom 2007. godine.
Od osvojenih naslova ima ima dvije ITF titule iz Minska i Jacksona iz 2007.godine. Najbolji dosadašnji WTA ranking joj je 51. mjesto (kolovoz 2007.)

## Vanjske poveznice
- WTA profil  Arhivirana inačica izvorne stranice od 29. svibnja 2008. (Wayback Machine)